# 民主進歩連合 (チャド)
民主進歩連合（みんしゅしんぽれんごう、フランス語: Rassemblement pour la démocratie et le progrès、英語: Rally for Democracy and Progress）は、チャドの政党。
1991年12月にロル・マハマト・チョウワ元大統領を中心に結成され、1992年3月、野党としては最初に合法化された。 
2002年チャド議会総選挙には、与党愛国救済運動と選挙連合を組み、155議席中12議席を獲得した。